# Panicum stenodes
Panicum stenodes är en gräsart som beskrevs av August Heinrich Rudolf Grisebach. Panicum stenodes ingår i släktet vipphirser, och familjen gräs. Inga underarter finns listade i Catalogue of Life.